# Jean-François Doat
Pour les articles homonymes, voir Doat.
Jean-François Marie Doat ou de Doat, né le 5 octobre 1801 à Eauze (Gers), au château de la Bariquère, et mort à Plaisance (Gers) le 4 janvier 1869, est un homme politique français qui a été également avoué à la cour royale d'appel d'Agen, avocat et notaire royal.

## Biographie

### Origine et famille
Jean-François Doat, est issu d'une vieille famille gasconne de la noblesse de robe qui remonte au XVIe siècle, il est le fils de Jean-Marie Doat, conservateur des hypothéques d'Eauze, neveu de Jean Baptiste de Doat (1732-1792), conseiller du Roi, juge en chef et magistrat royal à Eauze, époux de Jeanne de Mibielle, qui organisa en tant que délégué du procureur général et syndic du département du Gers, la vente aux enchères publiques entre le 27 mars 1791 et le 17 juillet 1791, de l'abbaye de la Case-Dieu, et d'Henriette Gardères.
Il est l'arrière petit fils de Jacques de Doat, conseiller du Roi, avocat en parlement, 1er consul d'Eauze en 1727. Il fit des études de droit à l'université de Toulouse, il eut un diplôme de bachelier es-lettre le 29 décembre 1820, son diplôme de bachelier en droit le 9 juillet 1821, et fut licencié en droit par l'université de Toulouse, le 4 juillet 1822.

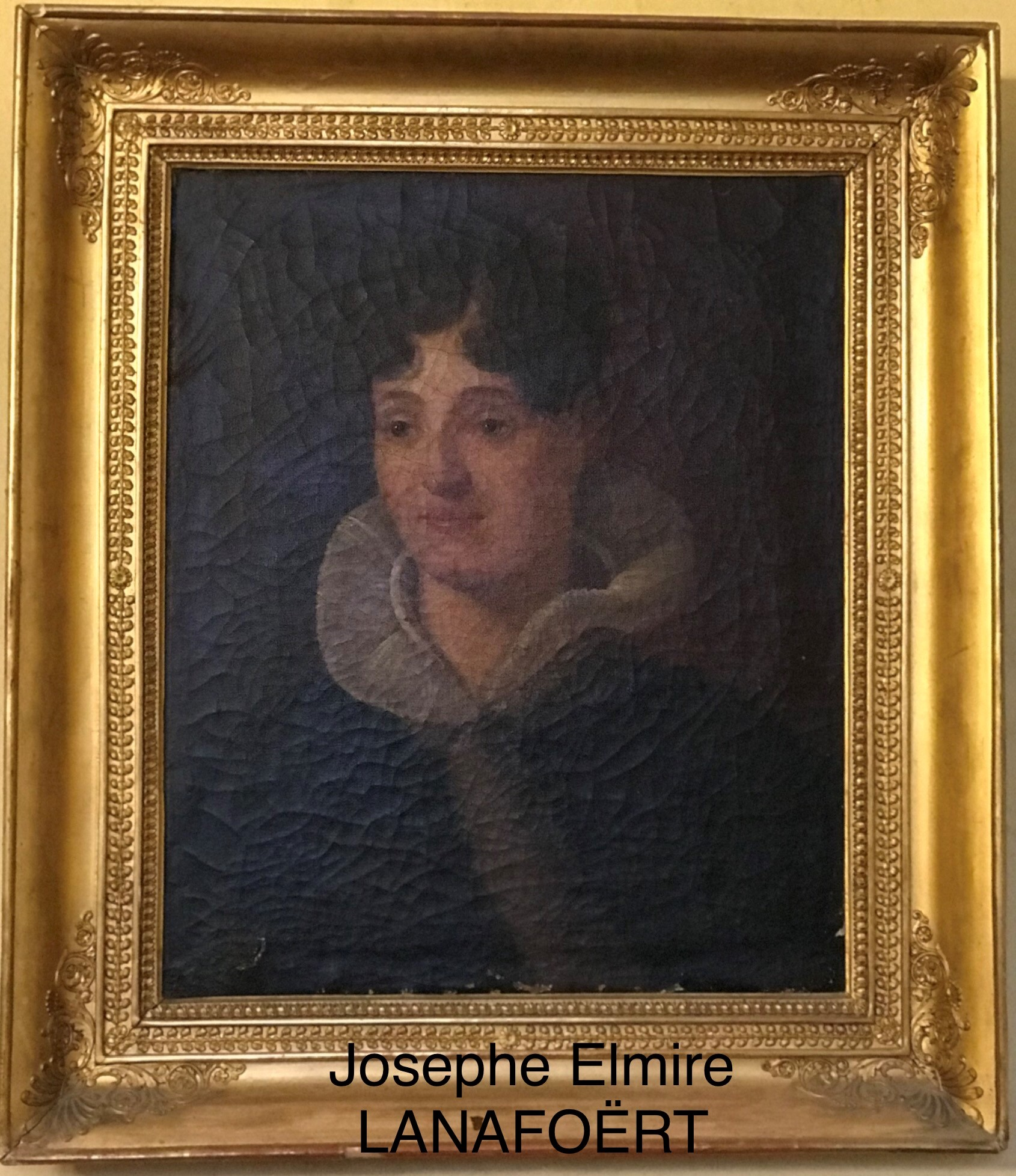
Alexandre Magenc, Elmire Doat, 1850. Collection particulière.

Il rencontra à Paris au salon de 1831, sa future femme, Charlotte ElmireLanafoërt (1809-1880), par l'entremise de Eugène Delacroix. Il se maria le 27 septembre 1831, à Plaisance. Il  est le cousin de Léontine de Mibielle (1816-1861), poétesse, primée par l'Académie des jeux floraux de Toulouse (en 1839, 1843 et 1847) et qui fut une amie proche (vers 1850) de Alphonse de Lamartine.

### Carrière
Après plusieurs années en tant qu'avoué et avocat à la cour d'appel royal d'Agen, il reprit la charge royale de notaire de son beau-père, Louis Lanafoërt, le 15 juin 1837, charge qui avait été auparavant repris lors du décès de Louis par le frère de celui-ci, Joseph Louis Lanafoërt.
À partir de 1848, il débuta une carrière politique en étant maire de Plaisance du Gers (1848-1852), puis conseiller général du Gers (1858-1869) où il présida la commission des finances. Ses idées libérales, prônant le développement de la scolarisation des enfants défavorisés et le développement prioritaires de structures économiques qui pouvaient bénéficier  immédiatement à la population, étaient les héritières directes des idéaux de la révolution française (dont les Lanafoërt étaient partisans) et le fit s'opposer aux représentants de l'extrême droite, partisans de Napoléon III, toutefois sa femme entretenait de bonne relation avec Bernard-Adolphe Granier de Cassagnac. On lui doit en grande partie le développement du chemin de fer dans le Gers et dans le sud-ouest, notamment la voie ferrée entre Agen et Auch, et les différents ponts construits sur le Gers. Il fut ainsi le digne successeur de son beau-père, Joseph Louis Lanafoërt qui créa le service des diligences, la fameuse hirondelle des landes décrite par Gustave Flaubert dans Madame Bovary. C'est lui également qui plaida le dossier en tant que rapporteur devant l'assemblée nationale à Paris de l'extension du réseau télégraphiques aux chefs lieux du canton dans le Gers.

### Descendance
Il eut deux filles, Louise Doat (1845-1892) son héritière, qui épousa le 20 janvier 1869, Alfred (de) Sabail (1840-1927) qui reprit la charge de notaire à Plaisance et qui en fut également par deux fois le grand maire libéral (1870-1871) et (1908-1920). Louise eut une fille, Henriette (de) Sabail (1880-1962) qui est la mère de Jean Charles L'officier (1913-1974), la grand-mère de Pierre Charles Chapelain L’officier (1937- 2018) et l’arrière grand-mère de Christophe Chapelain L'officier, le dernier chef de famille. Louise Doat participa au financement des vitraux de l'église de Plaisance du Gers et son nom est inscrit sur le vitrail central. Tandis que la cadette Henriette Doat, épousa  le 18 mai 1859 à Plaisance, Ernest Molière , héritier d'une vieille famille d'Auch, ils ont un fils, Edouard Molières.